# Брайдсмейд (рок група)
Брайдсмейд е инструментална стоунър рок група от Кълъмбъс, Охайо, състояща се от двама басисти и двама барабанисти.

## История
Създадена през 2010 г. групата първоначално е трио.  Първоначалните членове са Боб Бринкман и Скот Хаят на бас китари и Кори Барнт на барабани.  Барнт в крайна сметка се мести и по време на преходния период и Рики Томпсън, и Барнт са барабанисти и по-големият звук вдъхновява Бринкман и Хаят да запазят двама барабанисти.  Адам Бьом е добавен, когато Барнт напуска. 
В крайна сметка Томпсън напуска и Барнт се връща, поддържайки състава на двата баса и два барабана. 

### Членове на бандата
Текущи
- Боб Бринкман, бас [2]
- Скот Хаят, бас [2]
- Кори Барнт, барабани [2]
- Адам Бьом, барабани [3]

Минали
- Рики Томпсън, барабани [3]

## Дискография
Разделяния и компилации
- Sun Splitter/Bridesmaid Split 7" (2011) [1]
- Heavy Haze Wax Mage Records Collection 1 (2016) [4]

Миниалбуми
- Davy Jones Industrial Average (2011) [5]

Пълнометражни плочи
- Breakfast At Riffany's (2013) [1]
- International House of Mancakes (2016) [1]